# Sören Lausberg
Sören Yves Lausberg (Eisenhüttenstadt, 6 de agosto de 1969) es un deportista alemán que compitió en ciclismo en la modalidad de pista, especialista en las pruebas de velocidad por equipos y contarreloj.
Ganó 9 medallas en el Campeonato Mundial de Ciclismo en Pista entre los años 1996 y 2002.
Participó en dos Juegos Olímpicos de Verano, ocupando el cuarto lugar en Atlanta 1996 (kilómetro contrarreloj), y el cuarto lugar (kilómetro contrarreloj) y el séptimo (velocidad individual) en Sídney 2000.

## Medallero internacional
| Campeonato Mundial | Campeonato Mundial       | Campeonato Mundial | Campeonato Mundial    |
| Año                | Lugar                    | Medalla            | Competición           |
| ------------------ | ------------------------ | ------------------ | --------------------- |
| 1996               | Mánchester (Reino Unido) | Medalla de plata   | Velocidad por equipos |
| 1996               | Mánchester (Reino Unido) | Medalla de plata   | 1 km contrarreloj     |
| 1997               | Perth (Australia)        | Medalla de plata   | Velocidad por equipos |
| 1997               | Perth (Australia)        | Medalla de plata   | 1 km contrarreloj     |
| 1998               | Burdeos (Francia)        | Medalla de bronce  | Velocidad por equipos |
| 1999               | Berlín (Alemania)        | Medalla de bronce  | Velocidad por equipos |
| 2000               | Mánchester (Reino Unido) | Medalla de plata   | 1 km contrarreloj     |
| 2001               | Amberes (Bélgica)        | Medalla de plata   | 1 km contrarreloj     |
| 2002               | Ballerup (Dinamarca)     | Medalla de bronce  | Velocidad por equipos |